# Juan Bautista Chape Guisado
Juan Bautista Chape y Guisado (San Fernando, 26 de febrero de 1800 – Cádiz,  26 de diciembre de 1887) 
Profesor de Historia. Farmacéutico, prohombre y principal impulsor de la creación del Colegio Oficial de Farmacéuticos de Cádiz.

## Biografía
Chape Guisado se muestra con un claro perfil regeneracionista. Transmitió sus vastos conocimientos de historia natural durante sus 52 años, no interrumpidos, de docencia como catedrático en los centros gaditanos de enseñanza media y superior.
Actor en primera persona de la situación social del XIX, con sus carencias en salubridad y la paulatina decadencia económica de Cádiz, mostró un espíritu solidario y altruista. Su mayor hito fue la fundación del Colegio de Farmacéuticos de Cádiz, en septiembre de 1871.
La gestión directa para la obtención de la Facultad Libre de Farmacia, se debe al alcalde Juan Valverde, quien fallece el 6 de julio de 1871, y al fuerte movimiento colegial de los farmacéuticos gaditanos, encabezados por Juan Bautista Chape tras la fundación del Colegio de Farmacéuticos en Cádiz. La Facultad se inaugura el 29 de octubre del mismo año, es decir tres meses después de su fallecimiento. En todo caso al sucesor en la alcaldía José María del Toro cabría atribuirle la terminación de adquisición de materiales para poner en funcionamiento la Facultad.
El 6 de julio de 1871, fallecía el alcalde Juan Valverde, tras una rápida enfermedad. Dejaba tras de sí una buena gestión en cuanto a numerosas reformas urbanas. Su gobierno municipal estuvo apoyado decididamente por José María del Toro que, entre otras cuestiones, gestionará directamente la obtención de la Facultad Libre de Farmacia de Cádiz. La gestión directa para la obtención de la Facultad Libre de Farmacia, se debe al alcalde Juan Valverde, quien fallece el 6 de julio de 1871, y al fuerte movimiento colegial de los farmacéuticos gaditanos, encabezados por Juan Bautista Chape tras la fundación del Colegio de Farmacéuticos en Cádiz. La Facultad se inaugura el 29 de octubre del mismo año, es decir tres meses después de su fallecimiento. En todo caso al sucesor en la alcaldía José María del Toro cabría atribuirle la terminación de adquisición de materiales para poner en funcionamiento la Facultad.
El hecho supuso un gran movimiento  para la ciudad, no sólo universitario, sino también económico. Hay constancia de que recibió alumnos de todas las provincias, incluidos de Filipina y Cuba. La Facultad. Libre de Farmacia de Cádiz se inauguró el 29 de octubre de 1871 en el salón de actos de la Facultad de Medicina. El Ayuntamiento acudió bajo mazas. El secretario municipal, Adolfo de Castro, dio lectura a la memoria de los trabajos del municipio para el establecimiento de la Facultad que se inauguraba. Posteriormente, tomó la palabra el decano de la Facultad de Medicina, Flores Arenas y el decano de la nueva Facultad, Juan Bautista Chape Guisado. El acto fue cerrado por el Alcalde José María del Toro. El primer claustro estaba formado por Juan Bautista Chape, Antonio Nadal, Serafín Jordán, José García Ramos, Francisco Cunill y Luis María Regife. Chape Guisado se convirtió en Decano de la Facultad,
Fue vocal en la Junta Directiva de la Escuela de párvulos de S. Servando y San Germán sita en la calle de la Libertad, ex-convento de los Descalzos.Subdelegado de Sanidad en la Facultad de Medicina, distrito de Santa Cruz. Tuvo su licencia como farmacéutico, para ejercer su oficio en la calle Baluarte 115.
Cofundador de la que hoy es la Academia Hispano Americana de Ciencias, Letras y Artes de Cádiz; entre sus otros méritos podemos distinguir que fue miembro de número de la Sociedad Económica de Amigos del País, doctor en Ciencias y en Farmacia, Catedrático en Historia Natural y en Ciencias Médicas.
Chape Guisado desempeñó un papel fundamental como centro de la vida corporativa y como el único decano de esta facultad. Sin embargo, durante el gobierno de la Restauración se negó la continuidad de la misma, a pesar de contar con todos los requisitos requeridos para su ejercicio, incluido el abundante y costoso material para sus prácticas, con el que la había dotado el Ayuntamiento gaditano. De esta manera desapareció a los pocos años, junio de 1875, con el Gobierno de la Restauración.
Fue padre del médico Juan Chape Fernández, catedrático de la Facultad de Medina de Cádiz y fundador de la Cruz Roja de Cádiz. Contó entre sus discípulos a don Cayetano del Toro y Quartiellers con quien colabora en diferentes estudios (quizás, el más conocido sea su informe conjunto sobre un eclipse solar en ocurrido en 1871)

## Enlaces
- Reseña Diario de Cádiz

1. ↑  Matute Corona, María. 2008. Juan Bautista Chape: entre la Ilustración y el Romanticismo. Diputación de Cádiz.
2. ↑  CHAPE GUISADO, Juan Bautista y DEL TORO QUARTIELLERS, C., Informe realizado por Juan Bautista Chape Guisado y Cayetano del Toro y Quartiellers en Eclipse total de sol del 22 de diciembre de 1870. Memoria de las observaciones verificadas por varios catedráticos del Instituto de Cádiz unidos a otras personas científicas de esta capital ordenada por D. Vicente Rubio y Díaz, D. Francisco
3. ↑  GUISADO CUELLAR, Ángel. 2017. Cayetano del Toro y Quartiellers. Biografía, Obra y Pensamiento. Cádiz. Diputación de Cádiz.

- Datos: Q85872022
- Multimedia: Juan Bautista Chape Guisado / Q85872022